# Exploració de l'Àrtida

Mapa de l'Àrtida. La regió àrtica està a l'interior de la línia vermella.

L'exploració de l'Àrtida és l'exploració física de la regió terrestre de l'Àrtida. Es refereix al període històric durant el qual la humanitat ha explorat la regió al nord del cercle polar àrtic. Els registres històrics suggereixen que la humanitat ha explorat la zona nord terrestre des del 325 aC, quan el mariner grec Píteas va relatar un viatge cap al nord d'Europa en què arribà fins a un mar gelat, un dia més enllà de l'illa de Tule i que ell descrigué com la terra del sol de mitjanit. En aquesta zona al nord de Thule ja no es distingia entre la terra, el mar i l'aire, ja que era una barreja d'aquestes tres coses, la qual no es podia travessar ni a peu ni en vaixell.

## Les primeres temptatives

### Antiga Grècia
Alguns historiadors defensen que les primeres temptatives d'endinsar-se fins al cercle polar àrtic es remunten a l'antiga Grècia, quan Píteas va emprendre un viatge vers el 325 aC, quan des de Massàlia va emprendre un viatge que l'havia de dur, a través del Mediterrani i les Columnes d'Hèrcules, cap a la Bretanya i les illes Britàniques, les quals circumnavegà. Després de sis dies de navegació arribà a Thule i encara un dia després ho feu a un mar gelat, on descriu l'aurora polar i el sol de mitjanit. Noruega, Islàndia o Estònia són algunes de les localitzacions de Thule proposades per historiadors com Fridtjof Nansen, Vilhjalmur Stefansson o Lennart Meri.
Tot i no tenir clar fins on arribà Píteas, el que queda clar és que fou el primer occidental en endinsar-se intencionadament dins el cercle polar àrtic. Amb tot, en ser tan diferents les seves teories respecte a les creences del moment els seus estudis no foren continuats en segles posteriors pels historiadors i geògrafs romans, havent evolucionat molt poc els estudis en aquest camp al començament de l'edat mitjana.

### L'edat mitjana

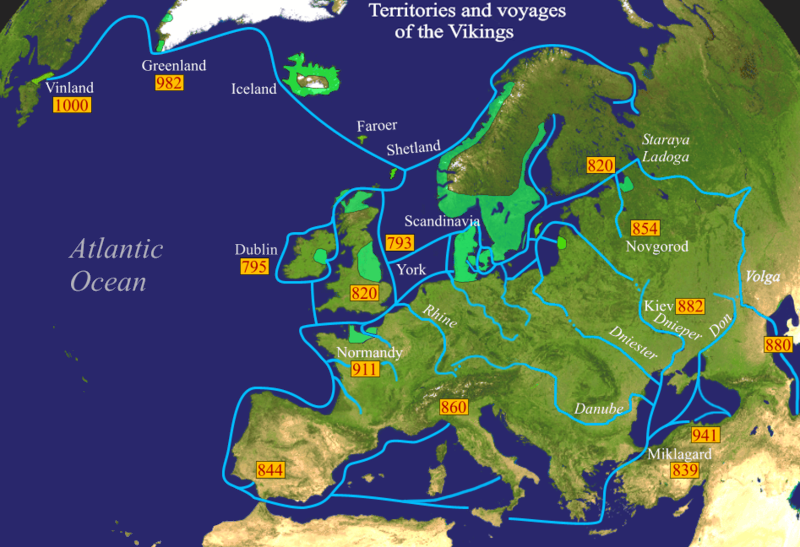
Navegants vikings van arribar fins al mar Blanc, cap a l'est; i fins a Groenlàndia i Amèrica del Nord, cap a l'oest.

El primer vikings en viure a Islàndia fou Gardar Svavarsson, el qual hi arribà després que una tempesta el desviés de la seva ruta entre Noruega i les illes Fèroe. Poc després s'inicià una ràpida colonització de l'illa, tot i que no tots els colons van tenir èxit a l'hora d'arribar fins a l'illa.
Durant el segle X Gunnbjörn Ulfsson fou el primer occidental en arribar a la costa de Groenlàndia, quan una tempesta el va desviar de la seva ruta. El seu informe va estimular Erik el Roig a establir-hi un assentament l'any 985. L'assentament prosperà, creixent fins a tenir més de 3.000 habitants, en unir-se al grup original immigrants que fugien del súperpoblament d'Islàndia. Tanmateix, un grup d'immigrants arribat el 1002 portà una epidèmia que delmà la colònia, matant-ne molts dels ciutadans, inclòs Eric l'hivern del 1003. Tot i això, la colònia sobrevisqué, i continuà fins als inicis de la Petita Edat de Gel, poc abans dels viatges de Colom.
Els primers pobladors de Groenlàndia van navegar cap a l'oest, a la recerca de millors pastures i terres de caça. Actualment continuen els debats per ubicar amb exactitud les noves terres descobertes de Vinland, Markland i Helluland.
Els escandinaus també va impulsar l'exploració de la seva pròpia península per terra i per mar. El 880 el viking Ottar de Hålogaland va vorejar la Península Escandinava, navegant fins a la península de Kola i el mar Blanc. El Monestir de Petxenga, al nord de la península de Kola, va ser fundat per monjos russos el 1533. Des de la base de Kola, els pomors van explorar la regió de Barentsz i la península de Kola i es creu que van poder arribar a l'illa de Spitzbergen i l'arxipèlag de Nova Terra, tots ells situats dins el cercle polar àrtic. Posteriorment van descobrir i mantenir una ruta cap a l'orient, entre Arkhànguelsk i Sibèria, que seria el germen de la futura ruta del mar del Nord. Amb els seus vaixells (koch) van arribar més enllà dels Urals, on van fundar l'assentament de Mangazeia, a l'est de la península de Iamal a principis del segle xvi. Alguns autors especulen sobre la possibilitat que els pomor haguessin fundat l'aïllat poble de Rúskoye Usti, al delta del riu Indigirka, a la Iacútia nord-oriental. El 1648 el cosac Semyon Dezhneva va obrir l'estret de Bering, entre Amèrica i Àsia.

## Era dels descobriments
L'exploració per sobre del cercle polar àrtic es va veure impulsada durant el Renaixement pel redescobriment d'aprenentatge clàssic i les missions nacionals d'expansió comercial. Aquesta exploració es va veure obstaculitzada pels límits de la tecnologia marítima de l'època, la manca d'aliments no peribles i un aïllament insuficient per a la tripulació dels vaixells contra el fred extrem.

### Els avenços en la cartografia del Renaixement
Un fet fonamental en l'exploració de l'Àrtida es va produir el 1409, quan es va traduir al llatí l'obra Geographia de Ptolemeu i s'introduí els conceptes de latitud i longitud a l'Europa Occidental. Els navegants van poder determinar la seva posició amb més facilitat i la cursa europea cap a la Xina, impulsada per l'interès en els escrits de Marco Polo, va començar. Sols dos anys després que Colom arribés a Amèrica, el 1494 el Tractat de Tordesillas va dividir l'oceà Atlàntic entre Espanya i Portugal. Això obligà a països rivals com Anglaterra a buscar rutes alternatives per arribar a l'Orient, començant a prendre pes la idea d'una ruta per la part superior del globus terraqüi.

### Pas del nord-oest

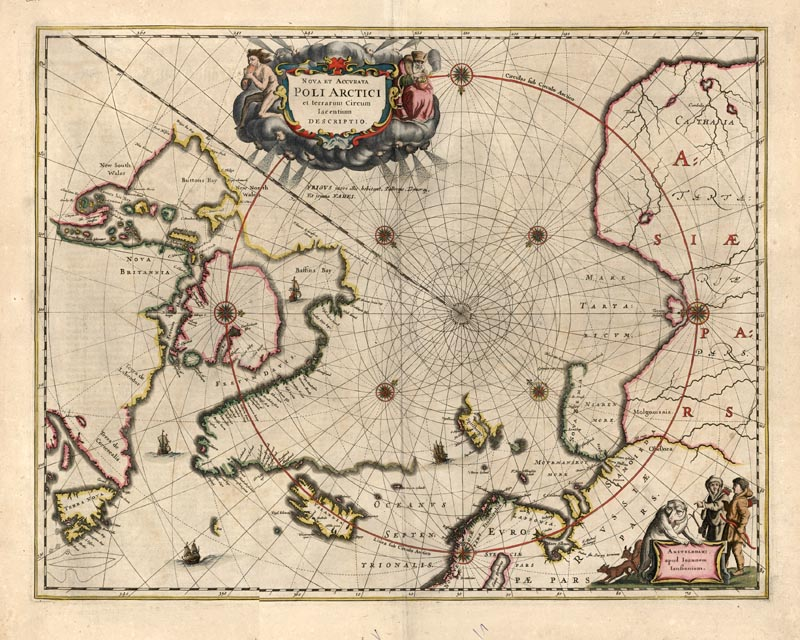
Jan Janssonius’s map of the "Poli Arctici" from 1644.

El pas del nord-oest connecta els oceans Atlàntic i Pacífic a través de l'oceà Àrtic. Donat que el descobriment del continent americà va ser producte de la recerca d'una ruta cap a Àsia, l'exploració per l'extrem nord d' Amèrica del Nord va continuar a la recerca del pas del Nord-oest. El fracàs inicial de John Cabot el 1497 per trobar un pas del nord-oest a través de l'Atlàntic va portar els britànics a buscar una ruta alternativa cap a l'est.
L'interès es va reactivar el 1564 després del descobriment de Jacques Cartier de la desembocadura del riu Sant Llorenç. Martin Frobisher havia pres la determinació d'emprendre un viatge a la recerca del Pas del Nord-oest, una nova ruta comercial a l'Índia i la Xina (coneguda en aquest moment com a Catai). De 1576 a 1578 va fer tres viatges al que ara és l'Àrtic canadenc per trobar el pas. Frobisher Bay porta el seu nom. El juliol de 1583 Sir Humphrey Gilbert, que havia escrit un tractat sobre el descobriment del pas i recolzava a Frobisher, va reclamar el territori de Terranova per a la corona anglesa.
El 1585, sota el regnat d'Elisabet I, l'explorador anglès John Davis va arribar al Cumberland Sound, a l'illa de Baffin. Davis va intentar, en va, travessar les gelades aigües de l'Àrtida, però aconseguí el suport dels seus patrocinadors per a dues noves expedicions a la zona que li van permetre arribar fins a la badia de Hudson.
Tot i que els esforços d'Anglaterra quedaren interromputs el 1587 per la guerra anglo-espanyola, els informes favorables de Davis sobre la regió i la seva gent inspirarien els exploradors del segle vinent. El 1609, mentre estava al servei de la Companyia Holandesa de les Índies Orientals, l'explorador anglès Henry Hudson va navegar pel que ara s'anomena el riu Hudson a la recerca del Pas. Va arribar a l'actual Albany, Nova York, abans de donar-se per vençut. Més tard va explorar zones més al nord, a l'Àrtida i la badia de Hudson, a la recerca del Pas.

### Pas del nord-est
El pas del Nord-est és un terme ampli per a qualsevol ruta situada per sobre del continent euroasiàtic i que s'estén entre les aigües al nord del mar de Noruega fins a l'estret de Bering. La idea d'explorar aquesta regió va ser inicialment econòmica, i va ser proposada per primera vegada pel diplomàtic rus Dmitri Guerassimov l'any 1525. Tota la ruta discorria per aigües de l'Àrtic i normalment estava coberta de gel, cosa que la feia molt perillosa.
A mitjans del segle XVI, el fill de John Cabot, Sebastià, va ajudar a organitzar una expedició d'aquest tipus, dirigida per Sir Hugh Willoughby i Richard Chancellor. La tripulació de Willoughby va naufragar a la península de Kola, on finalment van morir d'escorbut. Chancellor i la seva tripulació van arribar a la desembocadura del riu Dvina i a la ciutat d'Arkhangelsk, on van ser rebuts per una delegació del tsar Ivan el Terrible. De tornada a Moscou fundà la Companyia de Moscòvia per promoure el comerç entre Anglaterra i Rússia. Aquest curs diplomàtic va permetre a ambaixadors britànics com Sir Francis Cherry l'oportunitat de consolidar la informació geogràfica desenvolupada pels comerciants russos en mapes per a l'exploració britànica de la regió. Uns anys més tard, Steven Borough, el mestre de la nau de Chancellor, va arribar fins al mar de Kara, quan es va veure obligat a tornar enrere per de les condicions de gel.
Les parts occidentals del pas estaven sent simultàniament explorades per països del nord d'Europa com Anglaterra, els Països Baixos, Dinamarca i Noruega, buscant una via marítima alternativa per anar a la Xina i l'Índia. L'expedició més destacada fou la que dirigí el navegant holandès Willem Barentsz el 1596, en què va descobrir Spitsbergen i l'illa de l'Os.
Tement la penetració anglesa i holandesa a Sibèria, Rússia va tancar la via marítima de Mangazeya l'any 1619. L'activitat pomor al nord d'Àsia va disminuir i la major part de l'exploració al segle XVII va ser realitzada per cosacs siberians, navegant d'una desembocadura a una altra en el seus Kotxs. L'any 1648 Semion Dejniov i Fedot Alekséievitx Popov van liderar una expedició, d'entre 90 i 105 homes, que partint de la desembocadura del riu Kolimà va arribar a la desembocadura del riu Anàdir. A bord de set kotxs, petites naus cosaques aptes per a navegar sobre la banquisa, van trigar deu setmanes de navegació per arribar a l'estuari de l'Anàdir després de vorejar completament la península dels Txuktxis. Aquesta expedició va descobrir que Àsia no estava unida per terra amb Alaska.  Vuitanta anys després de Dejniov, el 1728, un altre explorador rus, Vitus Bering, a bord del Sviatoy Gavriil va fer un viatge similar però a la inversa, començant a Kamtxatka i anant cap al nord fins al pas que ara porta el seu nom, l'estret de Bering. Va ser Bering qui va donar els seus noms actuals a les illes Diomedes, descobertes i descrites per primera vegada per Dejniov.
No va ser fins al 1878 que l'explorador Adolf Erik Nordenskiöld va fer el primer pas complet del pas del nord-est, d'oest a est, a l'expedició Vega. El capità del vaixell en aquesta expedició era el tinent Louis Palander de la Marina Reial Sueca.

## Pas del nord-oest
Durant la primera meitat del segle XIX, parts del pas del nord-oest foren explorades per separat per diverses expedicions, incloses les de John Ross, William Edward Parry, James Clark Ross; i expedicions terrestres dirigides per John Franklin, George Back, Peter Warren Dease, Thomas Simpson i John Rae. A Sir Robert McClure se li va atribuir el descobriment del pas del nord-oest per mar el 1851 quan va mirar a través de l'estret de McClure, des de l'illa de Banks, i va veure l'illa de Melville. Amb tot, l'estret estava bloquejat pel gel jove en aquell moment de la temporada, i no era navegable per als vaixells. L'única ruta utilitzable, que unia les entrades de l'estret de Lancaster i el de Dolphin and Union, va ser utilitzada per primera vegada per John Rae el 1851, però va ser viatjant per terra a peu i amb trineus de gossos.
El pas del nord-oest no va ser conquerit completament per mar fins al 1906, quan l'explorador noruec Roald Amundsen va completar un viatge de tres anys en el vaixell Gjøa. En acabar aquest viatge a la ciutat d'Eagle, Alaska, va enviar un telegrama anunciant el seu èxit, però la seva ruta no era comercialment pràctica; ja que a banda del temps emprat en dur-la a terme passava per llocs on la profunditat del mar era molt poc profunda.
Knud Rasmussen (1879-1933) va dirigir diverses expedicions a l'Àrtida. Va créixer a Groenlàndia parlant groenlandès i danès, i ha estat anomenat el "pare de l'esquimologia" i va ser el primer groenlandes d'ascendència inuit i europea a creuar el pas del nord-oest amb un trineu de gossos. Rasmussen i el seu amic Peter Freuchen van participar en set expedicions a Thule, que portaven el nom d'Última Thule, i van escriure nombrosos llibres sobre les seves experiències a l'Àrtida.